# ピアニストのための道
『ピアニストのための道The Road』は、フレデリック・ジェフスキー作曲の
ピアノ作品。1995年から2003年にかけて作曲された。
「独奏ピアノのための長編小説だ」と作曲者本人が述べるように、演奏時間は10時間以上にのぼる。

## 演奏時間
10時間以上

## 録音
- Various Works (Frederic Rzewski)Music And Arts, No : M&A1000
- WIMA: Werner Icking Music Archive

http://icking-music-archive.org/ByComposer/Rzewski.php